# 纳雄耐尔港
纳雄耐尔港是巴西托坎廷斯州的一个市镇。总面积4464.11平方公里，总人口43682人，人口密度9.8人/平方公里。